# Bryodelphax maculatus
Espèce
Bryodelphax maculatus est une espèce de tardigrades de la famille des Echiniscidae. 

## Distribution
Cette espèce est endémique de Tunisie.

## Publication originale
- (en) Piotr Gąsiorek, Daniel Stec, Witold Morek, Jamila Marnissi et Łukasz Michalczyk, « The tardigrade fauna of Tunisia, with an integrative description of Bryodelphax maculatus sp. nov. (Heterotardigrada: Echiniscidae) », African Zoology (en), vol. 52, no 2,‎ 2017, p. 1-13 (ISSN 1562-7020).